# 1989 RP1
1989 RP1 är en asteroid i huvudbältet som upptäcktes 5 september 1989 av den amerikanske astronomen Eleanor F. Helin vid Palomar-observatoriet.
Asteroiden har en diameter på ungefär 8 kilometer.